# UAZ
UAZ (УАЗ) - Uljanovskij avtomobilnij zavod (Ульяновский автомобильный завод) je ruski proizvajalec avtomobilov, avtobusov, tovornjakov, izvencestnih in vojaških vozil. Tovarna in sedež je v Uljanovsku, Rusija. S proizvodnjo so začeli leta 1941. Med drugo svetovno vojno so proizvajali tudi topovske granate.

## Modeli

### Trenutni
- Terenski avtomobili
  - UAZ Patriot (UAZ-3163)
  - UAZ Hunter – posodobljen UAZ-469B

- Tovornjaki
  - UAZ-3303
  - UAZ-39094

- Minibusi
  - UAZ-2206
  - UAZ-39625

### Nekdanji
- GAZ-69
- UAZ-469 – posodobljen UAZ-3151
  - UAZ-469B/UAZ-31512 – civilna različica UAZ-469
  - UAZ-31514 – UAZ-469 s kovinsko streho
  - UAZ-31519 – modificiran UAZ-31514
  - UAZ-3153 – podaljšana različica
  - UAZ-3160 – na osnovi UAZ-469
- UAZ Bars (UAZ-3159) – na osnovi UAZ-3153
- UAZ Simbir (UAZ-3162) – na osnovi 469/3151

Minivan
- UAZ Simba 3165/3165m (4x2 or 4x4) – 8-sedežno konceptno vozilo – neproizvedeno

Minibusi
- UAZ-450
- UAZ-451
- UAZ-452
  - UAZ-3741
  - UAZ-3909
  - UAZ-3962
- UAZ-39095
- UAZ-39099
- UAZ-396259

Tovornjaki
- UAZ-450D
- UAZ-452D
  - UAZ-33036
- UAZ-2360
- UAZ Cargo

## Galerija
- UAZ Simbir
- UAZ-452
- UAZ-2360
- UAZ-39294 «TREKOL»
- UAZ Cargo
- Špecteh SBU-2410 na gosenicah
- Тrekol-39041